# Math.NET Numerics
Math.NET Numerics是一个用于.NET和Mono的开源数值库，用C#和F#编写。它的功能类似于BLAS和LAPACK。

## 历史
Math.NET Numerics开始于2009年，是由dnAnalytics的代码和团队与Math.NET Iridium合并而成。它受到ALGLIB、JAMA和Boost等的影响，并接受了大量的代码贡献，它是Math.NET倡议的一部分，从2002年开始，为.NET平台构建和维护开放的数学工具箱。
Math.NET被多个开源库和研究项目所使用，如MyMediaLite，FermiSim和LightField Retrieval，以及各种学位论文和期刊论文等。

## 特性
- 概率分布：离散、连续和多变量。
- 伪随机数生成，包括Mersenne Twister MT19937。
- 实数和复杂线性代数类型和求解器，支持稀疏矩阵和向量。
- LU, QR, SVD, EVD, 和 Cholesky分解。
- 矩阵IO类，可从Matlab和分界文件中读取和写入矩阵。
- 复数算术和三角函数。
- 特殊方程，包括Gamma, Beta, Erf, 修正Bessel和Struve函数。
- 插值方程，包括Barycentric, Floater-Hormann。
- 线性回归/曲线拟合例程。
- 数值正交/积分。
- 找根方法，包括Brent、Robust Newton-Raphson和Broyden。
- 描述性统计、阶次统计、直方图和皮尔逊相关系数。
- 马尔科夫链蒙特卡洛抽样法。
- 基础金融统计学。
- 傅立叶和哈特利变换（FFT）。
- 过载的数学运算符，简化复杂的表达式。
- 在Microsoft Windows和支持Mono的平台上运行。
- 可选支持Intel Math Kernel库（Microsoft Windows和Linux）。
- 可选的F#扩展名，更多的成语用法。